# 아이에스시테크놀러지
아이에스시테크놀러지(ISC Co., Ltd.)는 대한민국의  메모리와 비메모리 테스트 소켓기업이다. 본사는 경기도 성남시 수정구 금토로 40번길 26에 위치해 있으며 대표이사는 김정렬, 김종우이다.

## 상장
2007년 10월 1일 공모가 21,000원에 상장하였다.

## 참고문헌
1. ↑  아이에스시, 최대주주 변경 시너지 효과 기대..."AR·VR 칩 집중 개발", 뉴스핌, 2023-07-15
2. ↑  아이에스시, "북미 대형 고객사 수주량 전년 대비 50% 증가", 디일렉, 2023.01.11
3. ↑  아이에스시, 차세대 DRAM 소켓 'iSC-N5' 출시, ET뉴스, 2023-01-04